# Rika Narimoto
Rika Narimoto (Japans: 成本理香, Narimoto Rika) (Wakayama, 1969) is een Japans componiste. 

## Levensloop
Narimoto studeerde aan de Aichi Prefectural University of Fine Arts & Music in Nagakute (Aichi) en behaalde haar Bachelor of Music in compositie met magna cum laude en Kuwahara Prijs (Aichi Gouverneur Prijs). Aan dezelfde universiteit behaalde zij ook ter afsluiting van haar gradueerdenstudie de Master in Music. Tot haar compositie-docenten behoorden Takayuki Morikawa, Akihiko Matsui, Bin Kaneda, Keiki Okasaka en Philippe Manoury alsook contrapunt en elektronische muziek bij Naoyuki Terai. 
Tegenwoordig is zij lecturer ("universitair docent") aan de Kinjo Gakuin Universiteit. 
Zij is als freelance-componist werkzaam en behaalde naast de 29e Internationale Irino Prijs in 2008 met haar werk Trace: Komachi Shosho Michiyuki voor kamerorkest.

## Composities

### Werken voor orkest
- 2008 Trace: Komachi Shosho Mishiyuki, voor kamerorkest (Uitvoering in de Internationale Gaudeamus Muziek Week 2009 op 8 september in het Amsterdams conservatorium)

### Werken voor harmonieorkest
- 1992 Eye of the Wind, voor harmonieorkest
- 1994 Metamophosis II, voor harmonieorkest
- 1997 Eventually, the rock garden is raining..., voor harmonieorkest
- 2000 Dying forest fringes, voor trompet en harmonieorkest

### Kamermuziek
- 1996 Cloud, the Gravestone in the Sky, voor trompet solo
- 2003 Capriccio, voor trombonekwartet
- 2009 Trace IV, voor viool saxofoon, marimba en piano
- 2011 Catalogue, voor twee klarinetten
- 2011 TRACE 0 - Duo, voor altviool en cello